# اوشیرو کسا گاتامه
اوشیرو کسا گاتامه (به ژاپنی: 後袈裟固)-(به انگلیسی: Ushiro-Kesa-Gatame) یکی از فنون و تکنیک‌های دستهٔ کاتامه-وازا رشتهٔ ورزشی جودو است که در زیردستهٔ اوسای‌کومی-وازا دسته‌بندی می‌شود.